# Sciron fundator
Sciron fundator är en stekelart som beskrevs av Michael G. Fitton 1984. Sciron fundator ingår i släktet Sciron och familjen brokparasitsteklar. Inga underarter finns listade i Catalogue of Life.